# Carl Eduard Frenzel
Carl Eduard Frenzel (* 1812 in Königsbrück; † unbekannt) war ein deutscher Lehrer und Autor.

## Leben und Wirken
Nach dem Schulbesuch und einer pädagogischen Ausbildung wurde Frenzel 1830 Lehrer in Gräfenhain. Zwei Jahre später wechselte er als Lehrer nach Rähnitz und 1835 als Kirchschullehrer nach Mauersberg. Ab 1845 war Frenzel Kantor und Knabenlehrer in Markersbach. Nach 13 Jahren im Erzgebirge wechselte Frenzel 1858 als Kirchschullehrer nach Kesselsdorf. Dort ist er 1875 als emeritiert und als nach Trachenberge verzogen bezeichnet.
Während seiner Zeit im Erzgebirge verfasste er ein Melodienbuch, das für die Nutzung in Volksschulen bestimmt war.

## Publikation
- Vollständiges Melodienbuch für Volksschulen. Annaberg.